# Méregügy
A méregügy (franciáulː l’affaire des poisons) a 17. századi Franciaországot megrázó gyilkosságsorozat volt 1677 és 1682 között, amelybe számos arisztokrata, köztük XIV. Lajos francia király volt szeretője is belekeveredett.

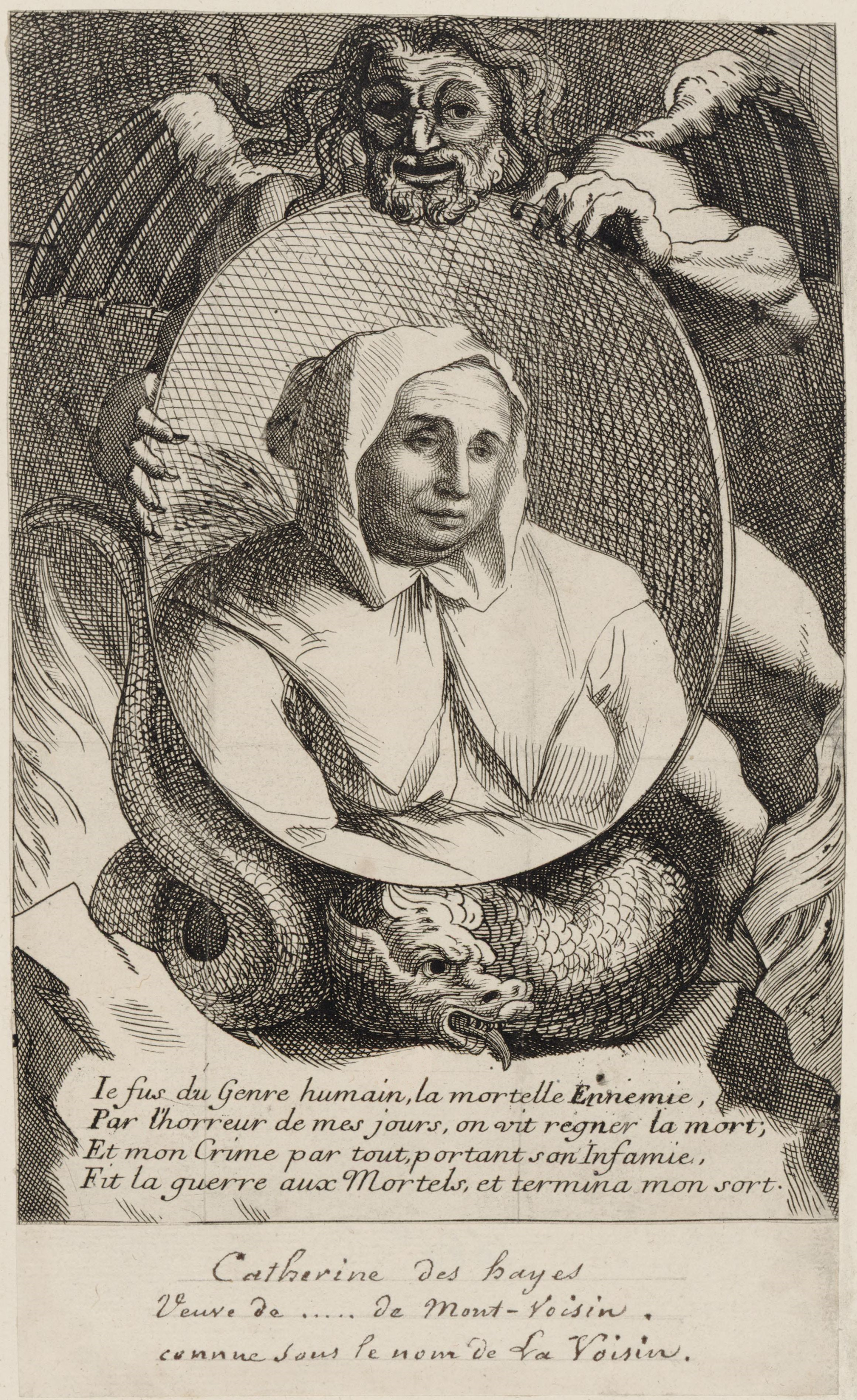
La Voisin, a méregkeverő

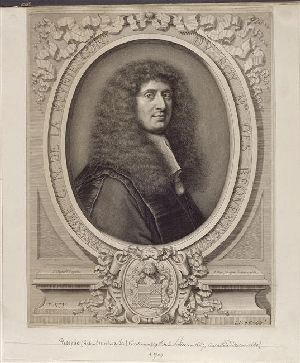
Nicholas de la Reynie

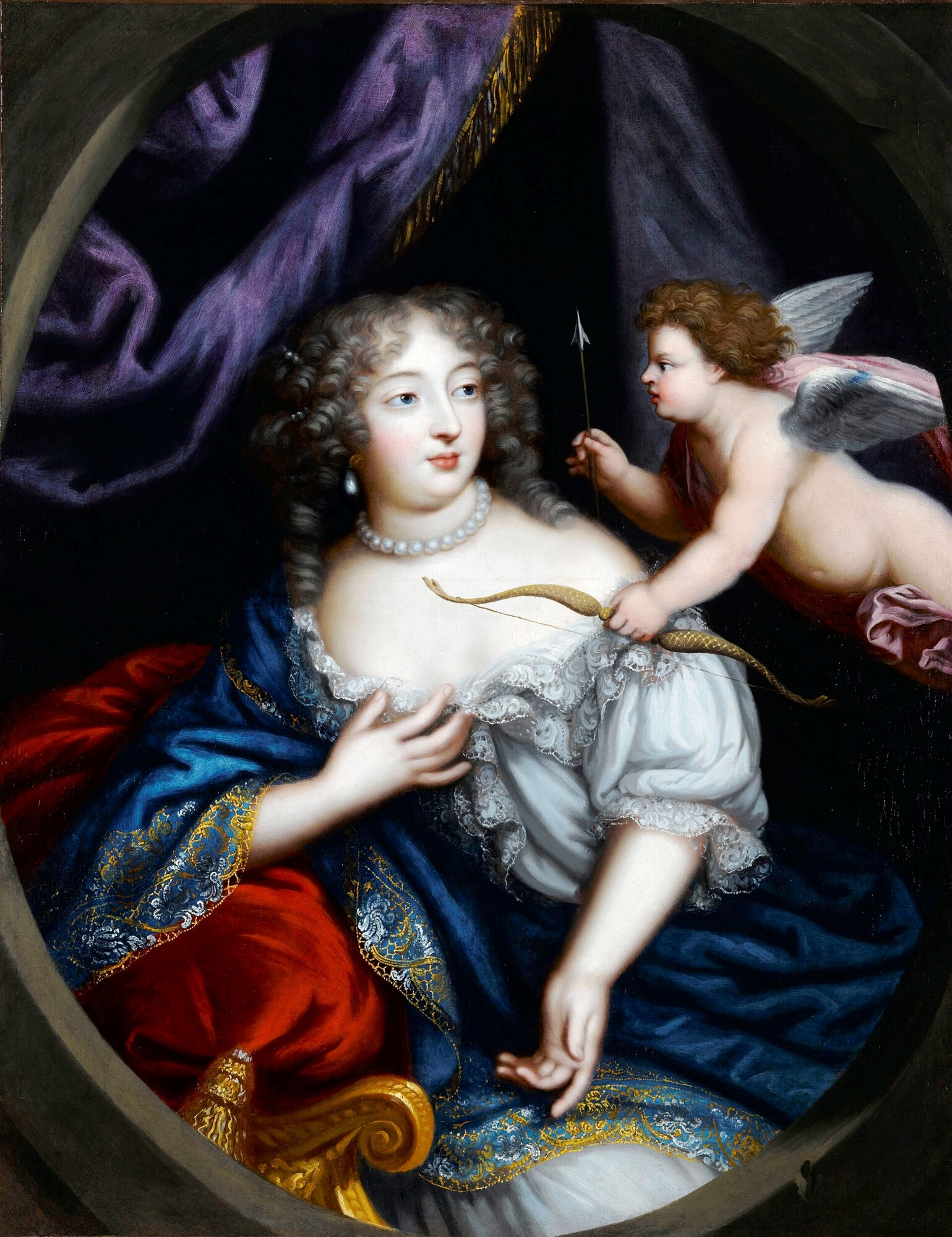
Madame de Montespan

## Méreghasználat
A 17. század utolsó negyedében számos apró laboratórium működött Párizsban, és nagyjából ebben az időszakban kezdett a vegyészet kiemelkedni az alkímiából. A laborok egy része azonban a vevők megtévesztéséből élt, árultak bizonytalan összetételű és hatású gyógyszereket, szerelmi bájitalt és olykor mérget is. Ezek közül a legelterjedtebb az arzén volt, amelyet íztelensége miatt feltűnés nélkül lehetett étellel-itallal keverni. Ha a mérgező kis dózisokban adagolta a szert, akkor az áldozat halála – az egymást követő betegségek miatt – természetesnek tűnhetett. A gyilkosoknak a boncolástól sem kellett tartaniuk, mivel az arzén kimutatására alkalmas tesztet csak 1838-ban dolgozták ki.

## Madame de Brinvilliers
1673-ból fennmaradt egy feljegyzés, amelyben a Notre Dame gyóntatói azt jelentették a hatóságoknak – a gyónási titok megsértése nélkül –, hogy az utóbbi időkben megnőtt azok száma, akik arról számoltak be nekik, hogy megmérgeztek másokat.  Ez mindössze egy évvel azután történt, hogy egy véletlen folytán kiderültː Marie d’Aubray, férje révén Brinvilliers őrgrófnéja megmérgezte apját és két fivérét az örökségért, valamint egy szegénykórház számos páciensét a megfelelő elegy és dózis kikísérletezése közben. Kevéssel kivégzése előtt azt mondta, hogy a nemesség fele ugyanazt csinálja, mint ő, ha beszélni akarna, megsemmisíthetné őket.

## La Voisin feltűnése
1677-ben lelepleztek egy összeesküvést, amelynek célja XIV. Lajos francia király megmérgezése volt. A terv mögött sokan a kegyvesztett Nicolas Fouquet pénzügyminiszter támogatóit sejtették.
1679-ben kirobbant a „méregügy”. Egy jogász, Maître Perrin együtt ebédelt felesége szabónőjével, Madame Vigoreux-vel. Az asztalnál ült a nő egyik albérlője is, Marie Bosse, aki becsípett, és óvatlanul arról kezdett fecsegni, hogy mérgeket ad el arisztokratáknak, és nemsokára összegyűlik annyi pénze, hogy visszavonuljon. Perrin jelentette az esetet egy rendőrtisztnek, Desgrez-nek, aki a Brinvilliers-ügyben is részt vett. Desgrez Marie Bosse-hoz küldte egyik embere feleségét, aki azt mondta a nőnek, hogy szeretné eltenni láb alól férjét. Bosse felajánlotta, hogy mérget ad el neki. 1679. január 4-én a rendőrök letartóztatták Vigoureux-t és Bosse-t, valamint az utóbbi három gyerekét.
A két nő vallomása alapján február 11-én őrizetbe vettek egy arisztokratát, Marguerite de Poulaillont, aki egy Bosse-tól vásárolt, méreggel átitatott inggel próbálta meggyilkolni idős, gazdag férjét. A vádlottak megneveztek egy méregkeverőt is, a La Voisin néven ismert Catherine Monvoisint. La Voisin ismert jövendőmondó volt, aki egy Adam Lesage nevű sötét alakkal élt együtt. A nőt március 12-én, miséről kijövetelekor tartóztatták le.
Gabriel Nicolas de La Reynie államtanácsos és főügyész folytatta a nyomozást, amelynek során kiderült, hogy La Voisinnak számos arisztokrata pártfogója van. Az asszony nemcsak jövendőmondóként tevékenykedett, hanem magzatelhajtást is végzett, valamint fekete miséket szervezett. Vigoureux, Bosse és La Voisin egymásra vallott. Újabb letartóztatások következtek, és a kihallgatások során olyan nevek kerültek említésre, mint például Marie Anne Mancinié, Bouillon hercegnőjéé. A nyomozás két irányba tartottː egyrészt megpróbálták felgöngyölíteni az alvilági méregkeverők hálózatát, másrészt kideríteni, hogy kik voltak azok az arisztokraták, akik igénybe vették szolgáltatásaikat.
François Michel le Tellier, Louvois őrgrófja, hadügyminiszter azt javasolta az uralkodónak, hogy állítson fel egy titkos bíróságot, elkerülendő az arisztokraták nyílt tárgyalásokon való meghallgatását. Az ügy titkos kezelését az is indokolta, hogy sok olyan gyanúsított volt, aki bírákhoz, a parlament tagjaihoz kötődött, így megszökhetett volna az igazságszolgáltatás elől, ha időben információkhoz jut. A közvélemény kizárása azonban azt is lehetővé tette, hogy a bírák enyhébb ítéletet hozzanak a fontos szereplők esetében. Marguerite de Poulaillont például csak száműzték, miközben alacsony rangú segítőit halálra ítélték. A testület közkeletű neve Chambre Ardante (szabad magyar fordításban Tűzterem) lett, amely arra a fekete drapériákkal borított, gyertyákkal megvilágított helyiségre utalt, ahol a kihallgatások folytak. Az első ülést 1679. április 10-én tartották.

## Madame de Montespan
1679 szeptemberére belekeveredett az ügybe Françoise Athénaïs de Rochechouart de Mortemart, XIV. Lajos volt szeretője. Szeptember 21-én az uralkodó arra utasította La Reyniét, hogy a kihallgatások jegyzőkönyveit külön álló lapokra írják, ne egy nagy könyvbe, hogy később meg lehessen semmisíteni a különösen kellemetleneket. Madame de Montespan már korábban kegyvesztett lett a királynál, aki egy tizennyolc éves lányt, Mademoiselle de Fontanges-t választotta szeretőnek, de befolyását megtartotta, hiszen hét gyereket szült az uralkodónak. Őket Lajos törvényes utódoknak ismerte el. Montespan április óta a királynő háztartásának feje volt, amely a legmagasabb pozíció volt, amelyet nő betölthetett az udvarnál. Elődje Soissons grófnője volt, akit azzal gyanúsítottak meg, hogy megmérgezte a férjét. Ő 1680 januárjában Brüsszelbe szökött a letartóztatás elől, szinte biztosan az uralkodótól kapott figyelmeztetés alapján.
1680 februárjában La Voisint kínvallatásnak vetették alá. A nő a bizonyítékok ellenére tagadta, hogy kapcsolatban állt volna Montespannal. La Voisint halálra ítélték, és nyilvánosan megégették. Júniusban Guibourg abbé került a bíróság elé, aki olyan fekete miséket celebrált, amelyeken gyerekeket öltek meg. Kihallgatásán, egybehangzóan Marguerite Monvoisinnel, a kivégzett méregkeverő lányával és egy másik nővel, Françoise Filastréval, Montespanra vallott. Azt állították, hogy Montespan szerelmi bájitalt vásárolt, hogy visszaszerezze a király érdeklődését, illetve ugyanebből a célból egy fekete misén elvágatta egy gyerek torkát Guibourggal. Megvádolták azzal is, hogy egy pár méreggel átitatott kesztyűvel, más források szerint tejjel megpróbálta megölni vetélytársát, Fontanges hercegnőt, valamint kísérletet tett a király meggyilkolására is egy mérgezett levéllel.
Valószínűleg abban bíztak, hogy ha Montespant belekeverik az ügybe, akkor a király nem fog lecsapni rájuk sem a törvény teljes szigorával. 1680. október 1-jén a király felfüggesztette a titkos bíróság működését, mivel Françoise Filastre is súlyos vádakat fogalmazott meg Montespan ellen. Jól számítottak, ugyanis Filastre kivételével egyiküket sem végezték ki.
Mindazonáltal a vádak némelyikének lehetett alapja. A Bastille archívumában fennmaradt egy irat La Voisin két segítője, François Mariotte abbé és Adam Lesage jóval korábbi, 1668-as vallomásáról. Ebben a két férfi azt állította, hogy Montespan megbízására különböző ceremóniákon vettek részt, amelyek azt szolgálták, hogy meghaljon a király akkori első számú szeretője, Louise de La Vallière. A kihallgatás után az abbét száműzték, Lesage-t pedig gályarabságra ítélték, de La Voisinnak sikerült elérnie befolyásos üzletfelei által, hogy 1672-ben szabadon bocsássák.
1681. május és július között az ügy több kisebb szereplőjét halálra vagy gályarabságra ítélték. Miközben Guibourg abbét Besançon várába zárták, szeretőjét, Jeanne Chanfraint, aki inkább áldozat volt, mintsem tettes, júniusban kivégezték. 1682 áprilisában a bíróságot hivatalosan is feloszlatták, és a király 14 embert életfogytiglani börtönbüntetésre ítélt.
A bíróság három év alatt 104 ügyet tárgyalt. Harmincnégy vádlottat kivégeztek, kettőt távollétében ítéltek halálra, négyet gályára küldtek, 34 embert száműztek vagy pénzbüntetésre ítéltek, harmincat pedig felmentettek. A francia parlament 1682. augusztus 31-én jogszabályban korlátozta a mérgek kereskedelmét.